# Acide subérique
L'acide subérique ou acide octanedioïque est un composé organique de la famille des acides dicarboxyliques, de formule C8H14O4. Il se présente sous la forme d'un solide cristallin blanc inodore, très légèrement soluble dans l'eau, combustible mais peu inflammable. Il est notamment utilisé dans la synthèse de composés pharmaceutiques et dans l'industrie du plastique. 

## Occurrence

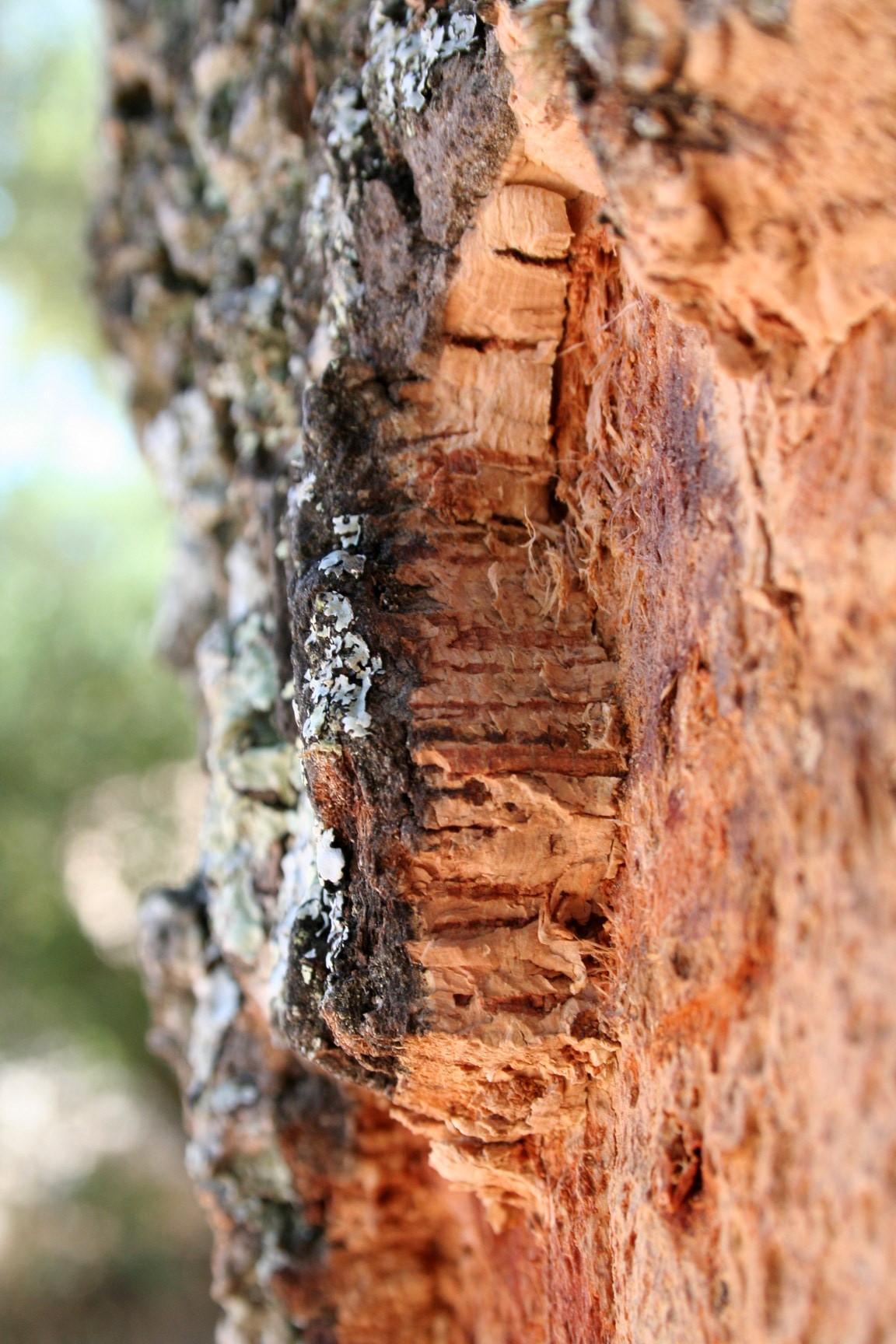
Chêne-liège (Quercus suber)

L'acide subérique est naturellement présent dans le liège, d'où il tire son nom (en latin suber), sous la forme de la subérine, ainsi que dans certaines bufotoxines.

## Synthèse
L'acide subérique peut être produit synthétiquement par oxydation du liège ou de l'huile de ricin par l'acide nitrique. Il peut être également obtenu par carbonylation de l'hexane-1,6-diol. 

## Utilisations
L'acide subérique est utilisé dans la production de polyamides et de polyesters. Les esters de l'acide subérique sont utilisés comme plastifiants.